# Сфекс жовтокрилий
Сфекс жовтокри́лий (Sphex flavipennis) — перетинчастокрила комаха з родини Sphecidae. Корисний ентомофаг. Один з 3-х відомих в фауні України видів роду Sphex.

## Опис
Довжина тіла — 26–32 мм. Тіло і ноги на більшій частині чорні, черевце з сильно розвинутим червоним малюнком. Більша частина крил жовтувата.

## Особливості біології
Мешкає на схилах балок, ярів степової зони, крутих берегах річок. Імаго літають з червня до серпня. Антофіли, живляться нектаром квіток зонтичних, молочайних, конюшини, тамариксів. Гніздо робить у ґрунті. Для живлення личинок заготовляє саранових. Розвиток яєць триває 3–4 дні, личинок — 10–14. Зимує личинка в коконі. Дає одну генерацію на рік.

## Поширення
Ареал охоплює Південну Європу, Кавказ, Південно-Західну та Середню Азію, Північну Африку. В Україні поширений у Криму.

## Загрози та охорона
Загрози: деградація та руйнування сприятливих для існування виду стацій через господарську діяльність людини.
Необхідно зберігати біотопи, сприятливі для існування виду. У місцях перебування виду слід створити ентомологічні заказники. Рекомендований до охорони в Карадазькому, Опуцькому та Казантипському ПЗ.